# Titularbistum Cozyla
Cozyla (italienisch Cozila) ist ein Titularbistum der römisch-katholischen Kirche. 
Es geht zurück auf einen früheren Bischofssitz in der gleichnamigen antiken Stadt, die sich im heutigen Bosnien und Herzegowina befand. Das Bistum gehörte der Kirchenprovinz Achrida an.
| Titularbischöfe von Cozyla |                          |                                      |                  |                   |
| Nr.                        | Name                     | Amt                                  | von              | bis               |
| 1                          | Antônio Gaspar           | Weihbischof in São Paulo (Brasilien) | 6. Dezember 1982 | 20. Dezember 2000 |
| 2                          | Dulcênio Fontes de Matos | Weihbischof in Aracaju (Brasilien)   | 18. April 2001   | 12. Juli 2006     |
| 3                          | Daniel Ernest Flores     | Weihbischof in Detroit (USA)         | 28. Oktober 2006 | 9. Dezember 2009  |
| 4                          | Mark Joseph Seitz        | Weihbischof in Dallas (USA)          | 11. März 2010    | 6. Mai 2013       |
| 5                          | Savio Dominic Fernandes  | Weihbischof in Bombay (Indien)       | 15. Mai 2013     |                   |